# Anne-Marie Mesmoudi
Anne-Marie Mesmoudi, née le 28 mai 1960 à Meknès au Maroc, est une athlète française spécialiste de la marche.
Elle est licenciée au club parisien du Stade français en catégorie vétéran et marche aussi bien sur de courtes distances (3 000 mètres) que sur des distances nettement plus importantes, appelées ultra-marathons (plus de 260 km pour le Paris-Colmar).
Son accompagnateur est Roger Quemener, ancien champion de marche.
Anne-Marie Mesmoudi est, à ce jour (14 mars 2025), la 12e meilleure athlète française de tous les temps sur 20 km marche avec 1 h 44 min 06 s, 11,527 km/h, à Yverdon-les-Bains (Suisse), le 6 juillet 2000[réf. nécessaire].    
Anne-Marie est également citée quatre fois au palmarès des 100 meilleures athlètes françaises du XXe siècle :
- 18e en 3 000 m marche Femmes avec 14 min 08 s 5 du 25 mai 1997 à Bondoufle,
- 23e en 5 000 m marche Femmes avec 24 min 12 s 4 du 2 mars 1997 à Étréchy,
- 19e en 10 000 m marche Femmes avec 49 min 28 s 1 du 29 mars 1997 à Neuilly-Plaisance,
- 10e en 20 km marche Femmes avec 1 h 44 min 06 s du 6 juillet 2000 à Yverdon-les-Bains.

## Palmarès 2015
Vainqueur des 2 × 6 heures de Bourges
2e des 24 heures de Dijon

## Palmarès2007
- Vice-championne de France de grand-fond (170 km marche) à Bourges : 21 h 00 min 17 s, 8,250 km/h, les 3 et 4 mars[4]
- 1re des Six heures de marche de Bernouville : 54,784 km en 6 h 09 min 55 s, 8,886 km/h, le 1er mai[5]
- 1re du 3 000 m marche aux rencontres Interclubs Élite à Versailles : 15 min 38 s 93, 11,502 km/h, le 6 mai[4]
- 1re des Six heures de marche de Neuilly-sur-Marne : 50,200 km en 6 h 02 min 10 s, 7,818 km/h, le 13 mai[6]
- 1re du 3 000 m marche aux championnats nationaux Interclubs à Compiègne : 14 min 50 s 71, 12,125 km/h, le 20 mai[4]
- 1re de la course Paris-Colmar[1] 265 km : 38 h 09 min, 6,946 km/h, du 8 au 10 juin[7]

## Palmarès2006
- 1re des Huit heures de marche de Charly-sur-Marne : 70,648 km, 8,831 km/h, le 19 février[8]
- 2e du 50 km marche de Charly-sur-Marne : 5 h 36 min 16 s, 8,921 km/h, le 19 février[9]
- 2e du 200 km marche de Château-Thierry : 170,160 km, 21 h 08 min 45 s, 8,047 km/h, les 18 et 19 mars[10]
- 3e du 3 000 m marche du 1er tour des Interclubs d'Île-de-France, à Versailles : 15 min 00 s 22, 11,997 km/h, le 7 mai[11]
- 1re du 3 000 m marche de la finale de l'Interclubs Nationale 1B à Nantes : 14 min 50 s 40, 12,129 km/h, le 21 mai[12]
- 1re des Six heures de marche de Bernouville : 52,700 km, 6 h 07 min 24 s, 8,606 km/h, le 1er octobre[13]
- 2e du Grand Prix de Marche (20 km marche sur route) de Lagny-sur-Marne : 2 h 04 min 49 s, 9,614 km/h, le 22 octobre[14]

## Palmarès2005
- 4e du 10 km marche sur route du Challenge Facoetti à Montreuil-sous-Bois : 55 min 35 s, 10,795 km/h, le 3 avril[15]
- Championne de France grand fond (170 km marche) à Dijon : 21 h 27 min 14 s, 7,924 km/h, le 9 avril[16]
- 4e du 3 000 m marche du 1er tour des Interclubs d'Île-de-France, à Franconville : 15 min 17 s 67, 11,769 km/h, le 8 mai[17]
- 2e du 3 000 m marche de la finale de l'Interclubs Nationale 1B à Angers : 14 min 54 s 87, 12,069 km/h, le 22 mai[18]
- 1re de la course Paris-Colmar[1] 291,5 km : 35 h 20 min, 8,250 km/h, du 9 au 11 juin[19],[20]

## Palmarès2004
- 3e du championnat de France grand fond (170 km marche, critérium national) à Château-Thierry : 21 h 49 min 54 s, 7,787 km/h, les 19 et 20 mars[21]
- 1re du 3 000 m marche au Critérium régional Vétérans à Bonneuil-sur-Marne : 15 min 56 s 72, 11,289 km/h, le 24 avril[22]
- 3e du 3 000 m marche du 1er tour des Interclubs d'Île-de-France, à Créteil : 15 min 39 s 7, 11,769 km/h, le 9 mai[23]
- 2e du 3 000 m marche de la finale de l'Interclubs Nationale 1B à Reims : 15 min 33 s 17, 11,573 km/h, le 23 mai[24]
- 1re du 170 km du circuit de l'Eure à Étrépagny : 170,980 km, temps non communiqué, le 21 août[25]

## Palmarès2003
- 7e du 170 km du circuit de l'Eure à Bernouville : 155 km en 23 h 57 min 17 s, 6,471 km/h, les 1er et 2 mars[26]
- 4e du 170 km du Trophée barisien de grand fond : 168,824 km en 23 h 53 min 10 s, 7,068 km/h, les 29 et 30 mars[27]
- 2e du 3 000 m marche du 1er tour (Île-de-France) de l'Interclubs Nationale 1 à Maurepas : 15 min 31 s 3, 11,597 km/h, le 4 mai[28]
- 1re du 3 000 m marche de la finale de l'Interclubs Nationale 1C à Maurepas : 15 min 40 s 60, 11,482 km/h, le 19 mai[29]
- 5e du 170 km du Grand Prix Joseph Clarinval à Graide (Belgique) : 162,500 km en 23 h 51 min 07 s, 6,813 km/h, les 6 et 7 septembre[30]
- 2e du Trophée des 50 km marche de Bernouville : 5 h 41 min 05 s, 8,796 km/h, le 26 octobre[31]

## Palmarès2002
- 11e du 170 km du circuit de l'Eure à Bernouville-Bézu-Saint-Éloi : 155,576 km en 24 h 05 min 38 s, 6,457 km/h, les 2 et 3 mars[32]
- 4e du 170 km du Trophée barisien de grand fond : 145,442 km en 23 h 46 min 15 s, 6,119 km/h, les 29 et 30 mars[33]
- 3e du 3 000 m marche du 1er tour (Île-de-France) de l'Interclubs Nationale 1 à Versailles : 16 min 19 s 5, 11,026 km/h, le 5 mai[34]
- 1re du 3 000 m marche de l'Interclubs Nationale 1C à Conflans-Sainte-Honorine : 15 min 37 s 71, 11,517 km/h, le 19 mai[35]
- 1re du 30 km au Trophée de l’Aulnaysienne : 3 h 08 min, 9,574 km/h, le 1er septembre[36]
- 3e du Grand Prix 20 km marche de Neuilly-sur-Marne : 2 h 01 min 48 s, 9,852 km/h, le 8 septembre[37]
- 7e du 170 km du Grand Prix de la Ville de Bourges : 167,500 km en 24 h 01 min 57 s, 6,970 km/h, les 5 et 6 octobre[38]

## Palmarès2001
- 2e du 3 000 m marche F40[39] des Championnats de France Vétérans en salle à Bordeaux : 15 min 04 s 5, 11,940 km/h, le 2 février[40]
- 1re du 3 000 m marche de l'Interclubs Nationale 1C à Villeneuve-d'Ascq : 15 min 23 s 21, 11,698 km/h, le 6 mai[41], soit le 8e meilleur temps français en catégorie vétérans (5e en F40[39]) aux 3 000 m marche[42]
- 8e du 3 000 m marche de l'Interclubs Nationale 1C à Élancourt : 20 min 17 s 70, 8,869 km/h, le 20 mai[43]
- 8e meilleur temps français en vétérans (5e en F40[39]) aux 10 km marche sur route[44] : 57 min 22 s, 10,459 km/h, à Aulnay-sous-Bois le 2 septembre[42]
- 15e du championnat de France 20 km marche : 1 h 58 min 48 s, 10,101 km/h[45]

## Palmarès2000
- 2e du 3 000 m marche de l'Interclubs Nationale 1C à Villeneuve-d'Ascq : 15 min 12 s 32, 11,838 km/h, le 8 mai[46]
- 2e du 3 000 m marche de l'Interclubs Nationale 1C à Limoges : 15 min 13 s 79, 11,819 km/h, le 21 mai[47]

## Palmarès1993
- 64e du 10 km marche de la Coupe du Monde à Monterrey (Mexique) : 53 min 17 s, 11,261 km/h, le 24 avril[48]
- 45e du 10 km marche du Match des nations à Eschborn (Allemagne) : 50 min 58 s, 11,772 km/h, le 12 juin[48]
- 4e du 3 000 m marche lors de la rencontre France-Finlande-Italie à Bondoufle : 14 min 35 s 36, 12,338 km/h, le 18 septembre[48]

## Auparavant
Avant de marcher, Anne-Marie Mesmoudi s'est adonnée à la course à pied et a obtenu quelques résultats :
- 1990 : vainqueur de la Pegasus[49], semi-marathon de Bénouville : 14;800 km en 59 min 51 s, 14,837 km/h[50]
- 1987 : vainqueur du semi-marathon de Rambouillet : 1 h 24 min 37 s[51]